# Nitrometan
Nitrometan (kemijska formula CH3NO2) je tekoči eksploziv.Pri eksploziji se sproži detonacija s hitrostjo 6.290 m/s, pri čemer se sprosti 4.544 kJ/kg toplotne energije in 10.921 l/kg plina.
Nitrometan je najpreprostejša organska nitro spojina. Kot spojina je rahlo viskozna, močno polarna tekočina,
ki se uporablja kot topilo v različnih industrijskih aplikacijah. Na primer pri ekstrakciji se 
uporablja kot snov za iztapljanje ene snovi iz zmesi in kot topilo in čistilo.
Nitrometan se kot vmesni produkt organske sinteze pogosto uporablja pri proizvodnji fitofarmacevtskih 
izdelkov, pesticidov, eksplozivov, vlaken in premazov.
Uporablja se tudi kot tekoče gorivo pri modeliranju, pri dirkah tipa drag racing, pa tudi kot gorivo za rakete. Vsebnost kisika v nitremetanu omogoča, da za gorenje ne porabi veliko kisika iz zraka. 
4CH3NO2 + 3O2 → 4CO2 + 6H2O + 2N2

Industrijska proizvodnja nitrometana poteka s prečiščevanjem propana z dušikovo kislino, pri temperaturi od 350 do 450 °C. Pri tej eksotermni reakciji nastanejo štiri različne nitro spojine, nitrometan, nitroethan, 1-nitropropan, 2-nitropropan. Reakcija vključuje proste radikale, vključno z aloksi radikali tipa CH3CH2CH2O., ki nastajajo preko ustreznega homolysijevega nitrit estra. Ti alkoksi so občutljivi na CC učinke razdrobljenosti , ki pojasnuje nastanek mešanice proizvodov.
Čeprav je cenovno dostopen lahko nitrometan pripravljajo dudi z drugimi metodami, ki imajo poučno vrednost. Reakcina natrijevega kloracetata z nitritom  v vodni raztopini daje to spojino 
ClCH2COONa + NaNO2 + H2O → CH3NO2 + NaCl + NaHCO3

## Navajani viri
- Haynes, William M., ur. (2011). CRC Handbook of Chemistry and Physics (92nd izd.). CRC Press. ISBN 978-1439855119.